# Паша Гаруля
Паша Гаруля (Поліна Вадимівна Гаруля, нар. 5 липня 1999 року, м. Євпаторія, Автономна Республіка Крим) — українська модель, музикантка та активістка.

## Професійна кар'єра
Паша Гаруля почала кар'єру у 2015 році з ексклюзивного дефіле на показах Balenciaga FW16 та Vetements FW16 під креативною дирекцією Демни Гвасалії. Згодом вона взяла участь в ексклюзивному показі для Prada SS18. У березні 2018 року Паша Гаруля з'явилася на ювілейній обкладинці Vogue Ukraine з нагоди п'ятиріччя журналу в Україні, а також у кампанії Prada SS18. Двічі була ексклюзивною моделлю на показах Miu Miu — FW18 та FW22.
За свою кар'єру Паша Гаруля з'явилася на обкладинках таких журналів, як Jalouse, Vogue Ukraine, Numéro Tokyo, Altered States Magazine, Mixte Magazine, More or Less, Favourite Magazine, Elle Denmark, Elle Ukraine, Vogue Thailand Beauty, Marie Claire Italy, Purple Magazine, Noblesse Korea та Harper's Bazaar Czechia.
Вона також брала участь у показах для таких брендів, як Balenciaga, Vetements, Y/Project, Prada, Lanvin, Schiaparelli, Matty Bovan, Christopher Kane, Miu Miu, MCM, Marc Jacobs, Kiko Kostadinov, Dior, Chloé та Rokh.
У травні 2023 року в Нью-Йорку Паша Гаруля відвідала червону доріжку Met Gala за запрошенням модного дому Balenciaga та Інституту костюму в Нью-Йорку. Вона була вдягнена у сукню від української дизайнерки BEVZA.
У вересні 2023 року Паша Гаруля стала обличчям парфуму Tutti Twilly від Hermès.
У листопаді 2023 року Паша виконала головну жіночу роль у музичному кліпі південнокорейського співака Чонґука, знятому українською режисеркою Таню Муіньо.
У ході своєї професійної діяльності вона знімалася у рекламних кампаніях для таких брендів, як Prada, Miu Miu, Sephora, Hermès, Tous, Blumarine, Mulberry, MCM та інших.
З кінця 2023 року Паша Гаруля випускає музику та пише композиції для модних брендів. У червні 2024 року вона разом із продюсером Дмитром Новіченком створила музику для чоловічої колекції Isabel Marant SS25.

## Політичний активізм
Паша активно підтримує Україну на тлі російського вторгнення та брала участь у створенні проекту Models for UA, який представили у Парижі у лютому 2023 року.